# Sofia ou a Educação Sexual
Sofia e a Educação Sexual (1973) é um filme português de longa-metragem de Eduardo Geada. Divide-se em três partes: 1) Iniciação, 2) Prática, 3) Recapitulação.
Estreia em Lisboa no cinema Estúdio 444, então gerido por Almeida Faria (Doperfilme), a 1 de Outubro de 1974.

## Sinopse
Regressada de um colégio na Suíça, após a morte da mãe, Sofia instala-se numa “villa” que a família tem em Cascais. Descobre que seu pai, Henrique, dada a relação que tem com a amante Laura, leva uma vida social complexa, egoísta e hipócrita. Percebe então que não pode escapar a um destino que desconhecia. (Fonte: O Cais do Olhar de José de Matos-Cruz, ed. Cinemateca Portuguesa, 1999, pp 154–155).

## Enquadramento histórico
«É o primeiro filme do crítico e comentador de cinema Eduardo Geada. Nele domina a crítica da sociedade portuguesa, visando a alta burguesia, numa visão de esquerda crua e inflamada. A outra ousadia consiste em pôr a nu os preconceitos sexuais que o regime fascista cultivava: desmontando-os, despindo o corpo feminino, erotizando-o, dando a ver o que as roupagens cinzentas de anos e anos de repressão teimavam em esconder.»
«O regime reage castrando: primeiro ordenando cortes naquilo que se exibe e depois mutilando por inteiro. O filme não vê a luz do dia. Apesar de certos sinais de abertura à liberdade de expressão da chamada Primavera Marcelista dados pelo último Presidente do Conselho do Estado Novo, Marcelo Caetano, a obra é proibida e só será exibida depois do 25 de Abril de 1974.»
«Vem a Revolução dos Cravos, que retira da circulação certos cutelos. E o filme sai. Com toda aquela liberdade à solta, até se faz notar. Muito boa gente vai ao cinema para ver a coisa. O sexo começa a ser mostrado, afinal não é tão feio como isso. O acto castrante, porém, não é castrado. O sexo, vá lá, é admitido. O pior é o resto: é a ideia transgressora, que continua a assustar.»
«Essa ideia - que ameaça poderes que receiam ser violados - continua a levar com o cutelo em cima.»
«É demais a ousadia e Geada bem se queixa. Não é o único. Nessas andanças do cinema, bem vistas as coisas, há uns tantos que pisam o risco, por isto ou por aquilo e que, por idênticas razões, deixam de filmar: o mal atinge alguns cineastas activos dos anos oitenta.»
«Vê-se os interiores burgueses, os ritos, o auto-espectáculo, as regras. os códigos, percorridos por um olhar crítico. Geada é acusado de ter feito um filme "cerebralizado com planos formalmente muito arriscados". Porventura sim, mas, mais que isso, empenha-se numa «perversão cinéfila»: sondar a obscuridade, o murmúrio, a transgressão calculada, espiar a mercadoria do sexo, os charmes obscuros e os tráficos associados.»
«Inventa um rosto. Luísa Nunes, "presença solitária" que ocupa um lugar "no ecrã do cinema português". Dá a conhecer outro: o de Io Apolloni, retirada "para fora dos circuitos do cinema do nacional-cançonetismo".»
«O filme terá razoável sucesso comercial, quarenta anos após a sua produção.» 
O semanário "Expresso" considera que as preocupações estéticas colocam o filme entre os mais vanguardistas da época (Expresso 1 de Dezembro de 2012) «Sofia e a Educação Sexual». Expresso. 2092. 22 páginas. 1 Novembro 2012. Consultado em 7 Maio 2020 .

## Ficha artística
- Io Apolloni (Laura)
- Luísa Nunes (Sofia)
- Artur Semedo (Henrique)
- Carlos Ferreiro (Jorge)
- Conceição Isidoro
- David Mourão Ferreira
- Jorge Peixinho
- Eduardo Prado Coelho

## Ficha técnica
- Argumento: Eduardo Geada
- Realização: Eduardo Geada
- Assistente de realização: João Lopes
- Produção: Doperfilme e Artur Semedo
- Director de produção: Artur Semedo
- Assistente de Produção: João Franco
- Rodagem: Agosto/Setembro 1973
- Fotografia: Manuel Costa e Silva
- Assistente de imagem: Francisco Silva
- Iluminação: Manuel Carlos Silva
- Exteriores: Lisboa e Cascais
- Interiores: Palácio Centeno
- Cenografia: António Casimiro
- Aderecista: João Luís
- Figurinos: Io Appoloni e José Costa Reis
- Director de som: Alexandre Gonçalves
- Música: Dmitri Shostakovitch (Trio in e menor – Opus 67)
- Montador: Eduardo Geada
- Assistente de montagem: Clara Agapito
- Formato: 35 mm p/b
- Género: ficção (drama social)
- Duração: 101’
- Distribuidor: Talma Filmes
- Ante-estreia: cinema Império, em Lisboa, a 30 de Julho de 1974 (XI Ciclo da Casa da Imprensa)
- Estreia: em Lisboa no cinema Estúdio 444, gerido por Almeida Faria (Doperfilme), a 1 de Outubro de 1974.